# Belebt (Heraldik)
Belebt ist in der Heraldik ein Fachbegriff.
Beschrieben wird mit diesem Begriff eine Delfindarstellung im Wappenschild oder Wappenfeld, wenn das Maul geschlossen, aber die Augen, Ohren und der „Bart und Kamm“ in einer anderen Farbe dargestellt ist. 
Ist das Wappentier einfarbig dargestellt, spricht der Heraldiker von abgestanden.
Bei anderen Wappentieren reicht die Andersfarbigkeit der Augen aus, um das Tier als belebt zu beschreiben.